# كارولين وود
كارولين وود (بالإنجليزية: Carolyn Wood)‏ ضابطة في جيش الولايات المتحدة الأمريكية اقترن اسمها بعمليات التعذيب على المعتقلين في أفغانستان حيث كانت على رأس مجموعة من 15 شخصا من المحققين التابعين للمخابرات الحربية الأمريكية، كما اقترن اسمها كذلك بالجرائم في العراق في سجن أبو غريب. تم ترقية كارولين وود من رتبة ملازم إلى ملازم أول بعد خدمتها في أفغانستان ومن ملازم أول إلى نقيب بعد خدمتها في العراق والتحاقها بالتدريس في حصن هواشوكا. ولوود دراسات جامعية في البسيكولوجيا.